# تيري فلانغن
تيري فلانغن (بالإنجليزية: Terry Flanagan)‏ (1950 بدبلن في جمهورية أيرلندا - ) هو لاعب كرة قدم أيرلندي في مركز الهجوم. لعب مع نادي بوهيميان ونادي دوندالك وووترفورد يونايتد ونادي غالواي ‏ وThurles Town F.C. ‏ ودوري أيرلندا الحادي عشر ‏ وأثلون تاون ‏.

## وصلات خارجية
- تيري فلانغن على موقع قاعدة بيانات كرة القدم.إي يو (الإنجليزية)